# 陆军第二镇
陆军第二镇，清朝末年军队现代化改革之后的新军编制之一，相当于现在的师的规模。第二镇驻直隶保定等地。
陸軍第二鎮的起源始於武衛右軍之一部，後隨著袁世凱實力增強，武衛右軍1902年擴張為北洋常備軍，北洋常備軍第一鎮在1905年清朝政府統一各新軍番號後，更名為「陸軍第二鎮」。從部隊名稱發展可知此部隊為袁世凱發跡起訓練的新軍，在武力與整頓上都屬於當時清朝新軍中的頂尖。
更名後的陸軍第二鎮，统制王英楷。1908年王英楷病故，統制由該鎮第3協統領馬龍標接任。
辛亥革命前夕，其统制是马龙标，辖第3协，第4协。第3协统领为王占元。第4协统领为鲍贵卿。该镇是袁世凯的嫡系。参加南下镇压武昌起义。1911年11月29日马龙标被免职，王占元升任统制。
1912年2月第二镇改为陆军第二师，王占元改任师长。1916年王占元升署将军后，由王金镜接任师长一职。
民國九年（1920），師長由孫傳芳接任，孫傳芳在1920年代初的幾次戰爭中憑藉著第二師的卓越戰力擴張控制地盤。民國十一年（1922）因孫傳芳與福建督軍王永泉的戰爭勝利，孫傳芳將師長職務交予其親信同時也是下屬第三旅旅長盧香亭。
盧香亭時代的第二師在江浙戰爭、直奉戰爭中多度締造優異戰功。但是在國民革命軍北伐時在江西省與北伐軍中路軍進行決戰戰敗，戰力大減。

## 人物
- 王占元：第三協統領，民國後為直系軍閥核心將領，湖北省督軍兼民政長。
- 孙传芳留日回国后，经清政府陆军部考核，授步兵科举人，并曾担任该镇第三协第五标教官。在接任第二師師長後組建五省聯軍，為1920年代民國軍閥中的一大勢力。
- 良弼曾任该镇四协八标统带官。
- 孙连仲曾是该镇四协八标二营八连士兵。